# Campbell’s Soup Cans
Campbell’s Soup Cans (auch als 32 Campbell’s Soup Cans bezeichnet) ist ein Kunstwerk des amerikanischen Künstlers Andy Warhol, das zwischen November 1961 und April 1962 hergestellt wurde. Es besteht aus 32 Leinwänden mit einer Höhe von jeweils 51 cm und einer Breite von 41 cm, die jeweils eine Sorte der von der Campbell Soup Company damals angebotenen Dosensuppen zeigen. Die Werke wurden im Siebdruckverfahren hergestellt und gehören zur Pop Art.

## Geschichte
Warhol war ein kommerzieller Illustrator, bevor er sich der Malerei zuwandte. Campbell’s Soup Cans wurde am 9. Juli 1962 in Warhols erster Ein-Mann-Galerieausstellung in der Ferus Gallery in Los Angeles, Kalifornien, kuratiert von Irving Blum, gezeigt. Die Ausstellung markierte das Debüt der Pop-Art an der Westküste. Das Sujet erregte zunächst Anstoß, auch wegen seines Affronts gegen die Technik und Philosophie der früheren Kunstrichtung des abstrakten Expressionismus. Warhols Motive als Künstler wurden infrage gestellt. Warhols Assoziation mit dem Thema führte dazu, dass sein Name zum Synonym für die Campbell’s Soup Can-Gemälde wurde.
Warhol produzierte in drei verschiedenen Phasen seiner Karriere eine Vielzahl von Kunstwerken, die Campbells Suppendosen darstellen, und er produzierte andere Werke, die eine Vielzahl von Bildern aus der Welt des Handels und der Massenmedien verwendeten. Heute wird das Thema Campbells Suppendosen im Allgemeinen in Bezug auf die ursprüngliche Reihe von Gemälden sowie die späteren Warhol-Zeichnungen und Gemälde verwendet, die Campbells Suppendosen darstellen. Aufgrund der letztendlichen Popularität der gesamten Serie ähnlich thematischer Werke wuchs Warhols Ruf bis zu dem Punkt, an dem er nicht nur der bekannteste amerikanische Pop-Art-Künstler war, sondern auch der teuerste lebende amerikanische Künstler.
Im November 2022 besprühten zwei Frauen im Rahmen einer Protestaktion in der Australischen Nationalgalerie das Kunstwerk mit blauer Farbe und klebten sich anschließend daran fest.